# Зембіково
Зембіково (пол. Ziębikowo, нім. Seebigau) — село в Польщі, у гміні Любсько Жарського повіту Любуського воєводства.
Населення — 106 осіб (2011).
У 1975-1998 роках село належало до Зеленогурського воєводства.

## Демографія
Демографічна структура станом на 31 березня 2011 року:
|          | Загалом | Допрацездатний вік | Працездатний вік | Постпрацездатний вік |
| -------- | ------- | ------------------ | ---------------- | -------------------- |
| Чоловіки | 57      | 11                 | 42               | 4                    |
| Жінки    | 49      | 12                 | 28               | 9                    |
| Разом    | 106     | 23                 | 70               | 13                   |